# Gare de Dreuil-lès-Amiens
Ne doit pas être confondu avec Gare de Longpré-les-Amiens.
La gare de Dreuil-lès-Amiens est une gare ferroviaire française de la ligne de Longueau à Boulogne-Ville, située sur la commune de Dreuil-lès-Amiens, dans le département de la Somme, en région Hauts-de-France.
C'est une halte de la Société nationale des chemins de fer français (SNCF), desservie par des trains régionaux du réseau TER Hauts-de-France.

## Situation ferroviaire
Établie à 30 mètres d'altitude, la gare de Dreuil-lès-Amiens est située au point kilométrique (PK) 137,524 de la ligne de Longueau à Boulogne-Ville, entre les gares de Saint-Roch (Somme) et d'Ailly-sur-Somme.

## Fréquentation
De 2015 à 2023, selon les estimations de la SNCF, la fréquentation annuelle de la gare s'élève aux nombres indiqués dans le tableau ci-dessous.
| Année     | 2015   | 2016   | 2017   | 2018  | 2019  | 2020  | 2021  | 2022  | 2023  |
| --------- | ------ | ------ | ------ | ----- | ----- | ----- | ----- | ----- | ----- |
| Voyageurs | 13 322 | 12 829 | 10 017 | 9 338 | 8 475 | 6 308 | 5 055 | 4 898 | 6 670 |

## Service des voyageurs

### Accueil

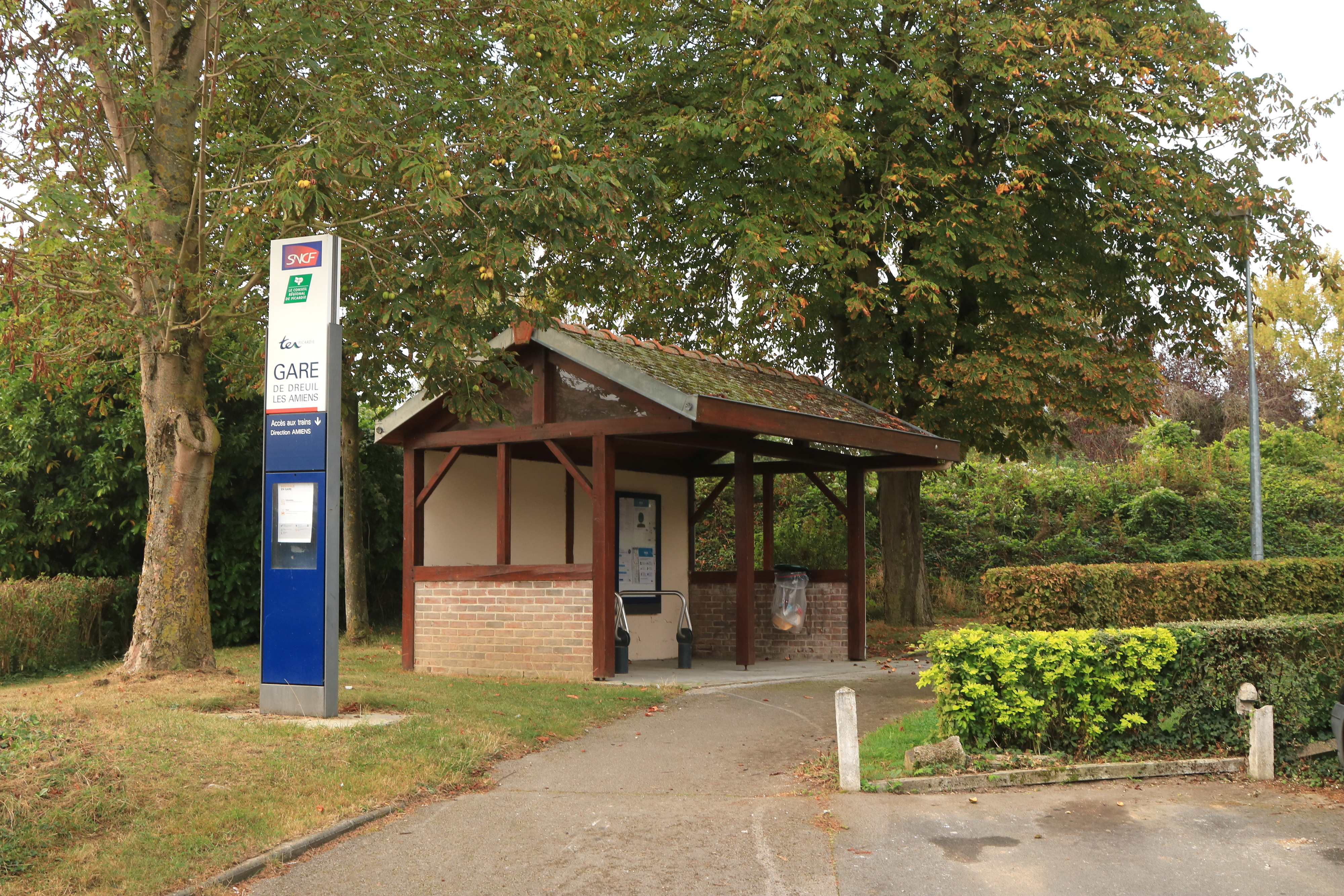
Abri de l'accès au quai direction Amiens.

Halte de la SNCF, c'est un point d'arrêt non géré (PANG) à accès libre. Elle est équipée de deux quais avec chacun un abri.
La traversée des voies, donc le passage d'un quai à l'autre, s'effectuent par l'intermédiaire des rampes d'accès donnant sur l'avenue Jules-Ferry et le trottoir sous le pont-rail qui jouxte la halte.

### Desserte
Dreuil-lès-Amiens est desservie par des trains omnibus TER Hauts-de-France, qui effectuent des missions entre Abbeville et Amiens, ou Albert (ligne P21).

### Intermodalité
Un petit parking se trouve à proximité de la halte.
Par ailleurs, la gare est desservie par les bus de la ligne 16 du réseau « Ametis », à l'arrêt Victor Hugo.